# Anaconda (pokerspel)
Anaconda, eller pass the trash som det också kallas, är en form av mörkpoker. Den största skillnaden mellan Anakonda Poker och andra former av poker är att varje spelare väljer vilka kort han vill behålla och skickar sina “skräp-kort” vidare till spelaren på vänster sida om sig.
Denna variant av poker är populär att spela hemma men det är högst ovanligt att man hittar varianten på något riktigt casino, online eller landbaserat. Spelare med bra minne kan lyckas väldigt bra i det här spelet men det gör sig ändå bäst som underhållningsspel då det genererar många roliga skratt och intressanta diskussioner. 

## Spelregler
Alla spelare tilldelas sju kort var. Därefter skickar alla spelare, samtidigt, tre kort var till spelaren vänster om sig. Sen slängs två kort så att alla spelare har en femkortshand var. Varje spelare sorterar därefter sina kort i den ordning som de vill visa korten och lägger korten upp och ner i en liten hög framför sig. Denna ordning får inte ändras under spelets gång.
Därefter visas första kortet i respektive hög och första satsningsrundan kan börja. Sen vänds nästa kort upp i högen och nästa satsningsrunda börjar. Detta upprepas ytterligare två gånger tills alla har ett mörkt kort var. Efter denna fjärde satsningsrunda blir det visning och den bästa pokerhanden vinner potten.